# Mont Faber
Le mont Faber (en anglais : Mount Faber), anciennement Telok Blangah Hill, est une colline située dans la zone de Bukit Merah dans la région centrale de Singapour. Il surplombe la zone de Telok Blangah et les parties occidentales de la région centrale.

## Géographie
La végétation autour du mont Faber est une forêt tropicale secondaire qui est plus petite et moins dense que celle de la colline de Bukit Timah. Le mont Faber est l'une des plus hautes collines de Singapour avec 106 mètres d'altitude, plus bas que celles de Bukit Timah (164 m) et de Bukit Gombak (133 m). Il est séparé du parc Telok Blangah Hill par Henderson Road.

## Histoire
En 1972, le gouvernement a dépensé 63 910 dollars singapouriens pour rénover les bunkers et transformer le mont Faber en un site pittoresque ainsi que 2,94 millions de dollars singapouriens pour la construction du système de téléphérique.

## Tourisme
Le sommet est accessible par Mount Faber Road ou Mount Faber Loop via Morse Road, mais il existe de nombreux sentiers pédestres menant à la colline. Ces principaux chemins sont : Marang Trail ainsi que le Southern Ridges Park Connector reliant Telok Blangah Hill Park, Kent Ridge Park et Henderson Waves.
Il s'agit d'une attraction touristique majeure de la ville offrant une vue panoramique sur le quartier central des affaires dense de la zone centrale. Son sommet possède une tour qui fait partie du système de téléphérique de Singapour qui connecte HarbourFront et l'île de Sentosa. Il est accessible depuis la station MRT HarbourFront.